# 將淚水獻給你
《將淚水獻給你》（日语：この涙を君に捧ぐ）是日本女子偶像组合NO NAME的第二张單曲。2013年4月10日由King Records發售。

## 概要
是从偶像組合AKB48、SKE48、NMB48参与電視動畫《AKB0048》聲優工作的9人演唱的單曲。分為Type-A、-B、-C、-D共4種發售。

## 销售情况
这张单曲CD在2013年4月22日的Oricon单曲周榜单初次登场便获得第2名。比起前张单曲的第3名更进一步、也是组合目前最高的单曲排名。首周销量大约4.9万张。

## 收錄曲

### Type-A
封面照片：渡邊麻友、仲谷明香、佐藤亚美菜、石田晴香、矢神久美、佐藤堇（佐藤すみれ）、秦佐和子、三田麻央、岩田華怜
CD
1. 將淚水獻給你 （この涙を君に捧ぐ）[3:59] 
（作詞：秋元康、作曲：夏海寛、編曲：武藤星児）
  - 電視動畫『AKB0048 next stage』片尾曲
2. 六神無主的聲音 [4:53]（主なきその声）
（作詞：秋元康、作曲、編曲：Shusui（日语：canna (音楽グループ)）、her0ism（日语：ヒロイズム））
  - 電視動畫《AKB0048 next stage》主題曲
3. 少女們 NO NAME ver. （日语：少女たちよ NO NAME ver.）[4:36] 
（作詞：秋元康、作曲：小網準、編曲：生田真心）
4. 將淚水獻給你（off vocal ver.）
5. 六神無主的聲音（off vocal ver.）
6. 少女們 NO NAME ver.（off vocal ver.）

DVD
1. 《將淚水獻給你》 Music Video
2. 《Making of Music Video》
3. 《AKB0048 NO NAME FIRST KILALIVE》前編

封入特典：
1. 生写真（隨機1種、全9種/動畫服装）
2. 立体生写真（AR機能特別稀罕映像覧頂卡）1枚（全9種隨機/圖解）
3. “獻給你的电话”活动抽選編號

### Type-B
封面写真：園智恵理、藍田織音、一条友歌、東雲彼方、東雲楚方、岸田美森、神崎鈴子、横溝真琴、本宮凪沙
1. 將淚水獻給你
2. 六神無主的聲音
3. 大聲鑽石 NO NAME ver.（大声ダイヤモンド NO NAME ver.） [4:12]
（作詞：秋元康、作曲、編曲：井上義正（日语：井上ヨシマサ））
4. 將淚水獻給你（off vocal ver.）
5. 六神無主的聲音（off vocal ver.）
6. 大聲鑽石 NO NAME ver.（off vocal ver.）

DVD
1. 《將淚水獻給你》 Music Video
2. 《Making of Music Video》
3. 《AKB0048 NO NAME FIRST KILALIVE》後編

封入特典：
1. 生写真（隨機1種、全9種/原創服装）
2. 立体生写真（AR機能特別稀罕映像覧頂卡）1枚（全9種隨機/圖解）
3. “獻給你的电话”活动抽選編號

### Type-C
封面写真：渡边麻友、岩田華怜
1. 將淚水獻給你
2. 六神無主的聲音
3. 初日 NO NAME ver.（初日 NO NAME ver.） [3:52]
（作詞：秋元康、作曲：岡田実音、編曲：市川裕一）
4. 广播剧前編「为何叫3型目」（オーディオドラマ前編「3型目の謎」）[注 1] [20:11]

封入特典：
1. 生写真（隨機1種、全9種/動畫服装）
2. 立体生写真（AR機能特別稀罕映像覧頂卡）1枚（全9種隨機/圖解）
3. “獻給你的电话”活动抽選編號（この電話を君に捧ぐ）
4. 《AKB0048 银河灰姑娘》特別收藏卡入手用 編碼①（ギャラクシーシンデレラ）

### Type-D
封面写真：園智恵理、本宮凪沙
1. 將淚水獻給你
2. 六神無主的聲音
3. 無望之涙 NO NAME ver. （てもでもの涙 NO NAME ver.）[3:43]
（作詞：秋元康、作曲：寺畑早知子、編曲：田口智則（日语：田口智則）、稲留春雄）
4. 广播剧後編「黑雪的阴谋」（オーディオドラマ後編「ブラックスノーの陰謀」）[注 1] [20:55]

封入特典：
1. 生写真（隨機1種・全9種/原創衣服）
2. 立体生写真（AR機能特別稀罕映像覧頂卡）1枚（全9種隨機/圖解）
3. “獻給你的电话”活动抽選編號
4. 《AKB0048 银河灰姑娘》特別收藏卡入手用 編碼②

## 備註

## 外部連結
- AKB0048 商品情報 （页面存档备份，存于）